# Hans Virchow
Hans Virchow (9 de octubre de 1852, Würzburg - 5 de octubre de 1940, Berlín) fue un anatomista alemán, hijo de Rudolf Virchow.

## Biografía
Estudió medicina en Berlín, Bonn, Estrasburgo y Würzburg. Entre los años 1877 y 1882 ejercería como ayudante en el Instituto Anatómico de la Universidad de Würzburg. En 1882, recibe la habilitación de Anatomía, ejerciendo como profesor en la Universidad de Berlín desde 1884. Entre 1886-1920 fue profesor de anatomía humana en la Academia de Bellas Artes de Berlín. Desde 1887 ejercería además como miembro de la Academia Alemana de las Ciencias Naturales Leopoldina.

## Trabajos seleccionados
- Der Fuss der Chinesin: anatomische Untersuchung (1913)
- Gesichtsmuskeln des Schimpansen (1915)
- Über Fußskelette farbiger Rassen (1917)
- Die menschlichen Skeletreste aus dem Kämpfe'schen Bruch im Travertin von Ehringsdorf bei Weimar (1920)
- Anatomische Präparierübungen (1924)